# Caldas de Carlão
As Caldas de Carlão são umas estâncias termais situadas na freguesia de Candedo, Murça, distrito de Vila Real, Portugal.
A uma cota próxima dos 200 m, estas estâncias termais englobam diversas emergências de águas hipotermais, que desde tempos longínquos têm sido utilizadas com fins terapêuticos.

As nascentes de Carlão emergem na base de uma encosta do vale encaixado onde corre o rio Tinhela, um afluente da margem direita do rio Tua, sendo conhecidas quatro emergências que são designadas por: 
1. Banho, Bica de Cima, Nascente Grande ou Mina;
2. Rio ou Amieiro;
3. Estômago, Vinha ou Tapada do Chalé;
4. Olhos[1]

A água é bicarbonatada sódica e súlfurea, com uma temperatura de 29º e pH de 8,2.

## Indicações Terapêuticas
- Doenças de Pele
- Doenças Reumáticas e Músculo-Esqueléticas
- Vias Respiratórias
- Doenças do Aparelho Digestivo